# ديفيد دانغور
ديفيد آلان عزرا دانغور  (ولد عام 1948) هو رجل أعمال بريطاني وفاعل خير. وهو أحد الأبناء الأربعة للسير نعيم دنغور ورينيه دنغور، قضى سنواته الأولى في بغداد كجزء من الجالية اليهودية العراقية، قبل أن يغادر مع والديه وإخوته في الستينيات إلى المملكة المتحدة. حيث تلقى تعليمه في المدرسة الداخلية اليهودية كلية كارمل وفي إمبريال كوليدج لندن.
يشغل منصب رأس الجالوت لمؤسسة Exilarch's Foundation، وهي مؤسسة خيرية دعمت العديد من القضايا خاصة في مجالات التعليم والصحة، بما في ذلك أكاديمية وستمنستر، إمبريال كوليدج لندن، ومسابقات تصميم الفضاء البريطانية، الجامعة المفتوحة، Age UK، والمركز البريطاني الإسرائيلي للتكنولوجيا، معهد وايزمان للعلوم، ومركز مونوثييزم العالمي، وكلية العلوم الإنسانية ومركز الطب الشخصي في جامعة بار إيلان، مشكنوت شعاننيم وأسبوع الكتاب اليهودي.
تم تعيينه نائب ملازم للندن الكبرى وهو رئيس مجلس الإيمان التابع للورد ملازم لندن الكبرى.

## الجوائز والتكريمات
في 2019 حصل على ميدالية ستيرنبرغ الذهبية للوحدة بين الأديان.

## روابط خارجية
- موقع Dangoor Education